# Ministério da Educação e da Saúde Pública
| Ministério da Educação e da Saúde Pública         |                                                         |
| Rua da Imprensa, 16 - Centro, Rio de Janeiro - RJ |                                                         |
| Criação                                           | 14 de novembro de 1930                                  |
| Extinção                                          | 1953                                                    |
| Órgão Sucessor                                    | Divisão: - Ministério da Educação - Ministério da Saúde |
| Sede do MESP, Rio de Janeiro                      |                                                         |
| Sede do MESP, Rio de Janeiro                      |                                                         |

O Ministério da Educação e da Saúde Pública foi um ministério do governo do Brasil criado em decreto de 14 de novembro de 1930, como uma das primeiras reformas administrativas promovidas pelo "Governo Provisório" instalado após o golpe de estado daquele ano que levou ao poder Getúlio Vargas, durando até o ano de 1953, quando Educação e Saúde passaram a ter ministérios próprios.
Francisco Campos foi o primeiro titular, sendo Gustavo Capanema aquele que por mais tempo esteve à frente da pasta, quando então foi construído no Rio de Janeiro o edifício-sede do órgão, num projeto de Lúcio Costa e Oscar Niemeyer.
Na área da educação foi feita reforma nos ensinos secundário e superior, tendo sido criada a Universidade do Brasil.
Na saúde foi criado o Serviço Nacional de Febre Amarela, e a construção de hospitais especializados em doenças, como para tratamento da tuberculose. Em 1937 foi criado, como órgão auxiliar do ministro, o Conselho Nacional de Saúde.